# 丝穗金粟兰
丝穗金粟兰（学名：Chloranthus fortunei）是金粟兰科金粟兰属的植物。分布在印度、台湾岛以及中国大陆的广东、浙江、江苏、山东、湖北、四川、安徽、江西、湖南、广西等地，生长于海拔170米至340米的地区，多生长在山坡、低山林下荫湿处及山沟草丛中，目前尚未由人工引种栽培。

## 别名
水晶花、四大金刚、四大天王（湖南） 四块瓦、四子莲（广西）

## 药用
全草可供药用。有抗菌消炎、活血散瘀的功效。